# Алостерны
Алостерны (лат. Alosterna) — род жуков из семейства усачей, подсемейства усачиков.

## Описание
Длина жуков 6-10 мм. Щёки хорошо заметны, лишь немного короче половины диаметра глаза. Перетяжка сзади висков крупная и глубокая, отчего виски резко выступают. Переднегрудной отросток доходит только до половины передних тазиков. Лобный шов прямой.

## Систематика
- Alosterna anatolica Adlbauer, 1992
- Alosterna bicoloripes Pic, 1914
- Alosterna chalybeella (Bates, 1884)
- Alosterna ingrica (Baeckmann, 1902)
- Alosterna pauli Pesarini & Sabbadini, 2004
- Alosterna perpera Danilevsky, 1988
- Alosterna scapularis Heyden, 1878
- Усач бурый (Alosterna tabacicolor De Geer, 1775)